# Chocalho (sonall)
Chocalho és el nom genèric de "sonall" en portuguès. Hi ha diversos tipus d'idiòfons que utilitzen aquest nom en portuguès, sense ser sempre el mateix instrument:
- una muntura carregada de platerets, emprada per tocar samba
- un sonall
- un esquellot

Els chocalhos de samba s'utilitzen normalment com a suport al so de les caixes, per mantenir el ritme de la bateria. Aquest instrument consta d'un marc d'alumini o de fusta amb un nombre de files, cadascuna portant parells de platerets. El chocalho es toca sacsejant-lo cap endavant i cap enrere i movent els braços cap amunt i cap avall. Habitualment, la secció de chocalhos a les escoles de samba és femenina. També és conegut com a rocar.

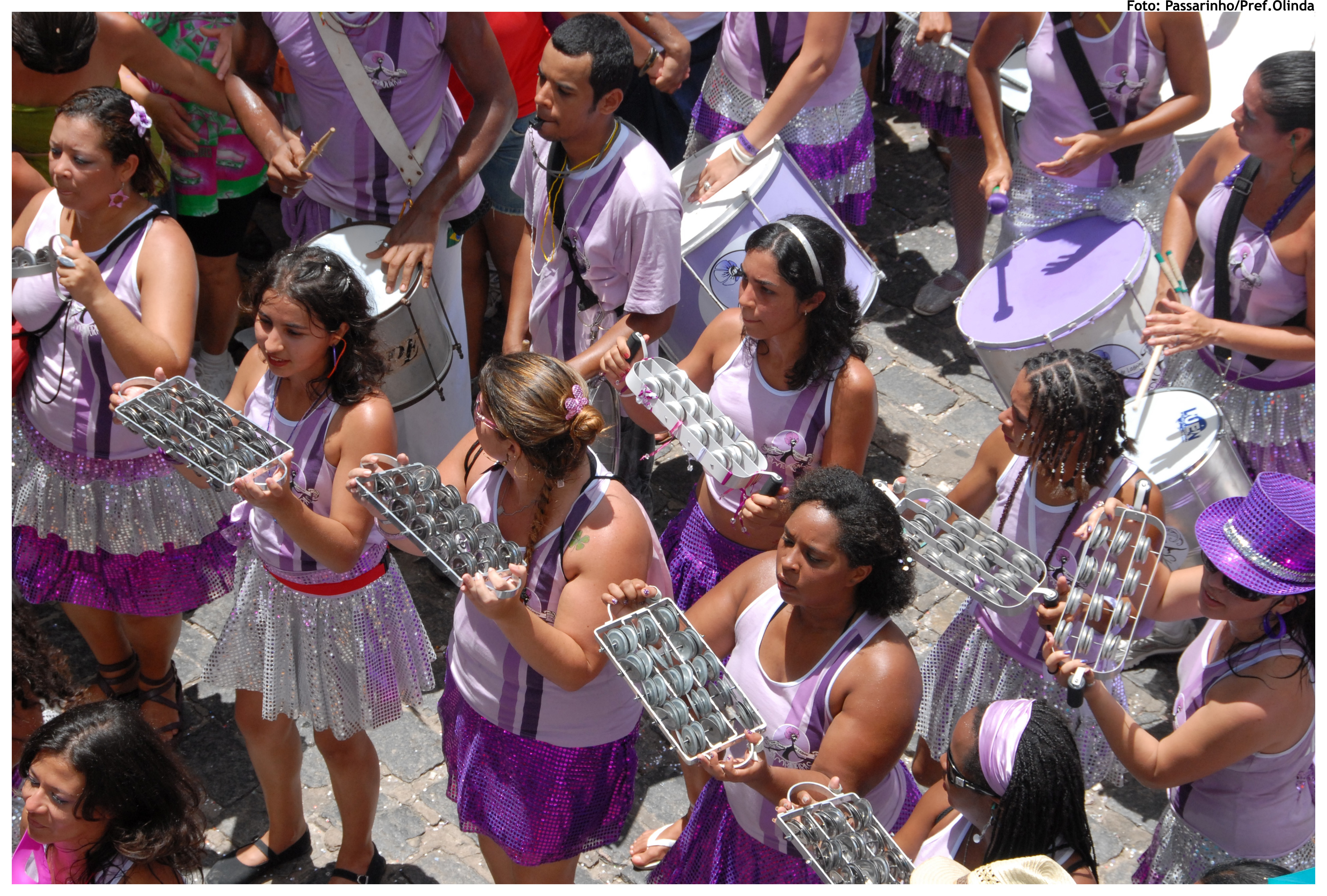
Músics tocant chocalho en una desfilada de l'escola de samba.